# Basketboll klub Partizani
Il B.K. Partizani Tirana è una società cestistica avente sede a Tirana, in Albania. Fondata nel 1946, gioca nel campionato albanese.

## Palmarès
- Campionato albanese: 33

1951, 1952, 1953, 1954, 1956, 1958, 1959, 1960, 1964, 1968, 1969, 1970, 1972, 1973, 1974, 1975, 1976, 1977, 1978, 1979, 1980, 1981, 1982, 1983, 1984, 1985, 1986, 1987, 1988, 1989, 1991, 1992, 1996
- Coppe d'Albania: 16

1951, 1952, 1960, 1970, 1972, 1975, 1976, 1978, 1980, 1982, 1983, 1984, 1987, 1989, 1990, 1995